# Comté de Clinton (Iowa)
Pour les articles homonymes, voir Comté de Clinton.
Le comté de Clinton est un comté de l'État de l'Iowa, aux États-Unis.

## Localités
- Lost Nation